# Selección femenina de balonmano de Cuba
La Selección de balonmano de Cuba es el equipo formado por jugadoras de nacionalidad cubana que representa en las competiciones internacionales organizadas por la Federación Internacional de Balonmano (IHF) o el Comité Olímpico Internacional (COI).
En el 2019 clasificó al Campeonato Mundial luego de disputar el Torneo Norteamericano y del Caribe (Norca) de balonmano femenino.
Obtuvo la medalla de bronce del balonmano femenino de los Juegos Panamericanos de Lima 2019.

## Participaciones

### Campeonato Mundial
- 1999: 21°
- 2011: 23°
- 2015: 23°
- 2019: Clasificado